# Лемберг, Григорий Моисеевич
Григорий Моисеевич Лемберг (при рождении Хаим-Герш Мошкович Лемберг; 1873, Елисаветград — 30 июля 1945) — русский и советский фотограф и кинооператор.

## Биография
Родился в 1873 году в Елисаветграде в еврейской семье. В 1888—1911 годах работал фотографом. Был женат на сестре фотографа А. О. Дранкова. Благодаря Г. М. Лембергу А. О. Дранков овладел основами фотографии, позже основав с братом Львом собственную фотостудию. 
С 1910 года — оператор кинофирм А. О. Дранкова, Р. Перского, «Кино-Альфа», «Биохром» и др. В 1914 году снял свой первый игровой фильм «Золото, слезы и смех». До 1917 года снял более тридцати картин, в том числе и первый азербайджанский художественный фильм «В царстве нефти и миллионов».
В 1917 году снимал события Февральской революции в Петрограде.
В 1918—1920 годах — оператор кинохроники в Фотокинокомитете, Всероссийском фотокинематографическом отделе Наркомпроса РСФСР.
В 1920—1921 годах — заведующий киносекцией отдела агитпоездов и агитпароходов ВЦИК, с 1923 года — оператор-постановщик киностудии «Госкино» («Культкино»). Снял ряд научно-популярных фильмов «Семья и Труд», «Детский туберкулез», «Страничка газеты „Правда“» и др..

## Семья
Первым браком (до 1902 года) был женат на Елисавете Григорьевне Рахат (1879—?).

## Фильмография
- 1914 — Золото, слёзы и смех[7]
- 1915 — Андрей Тобольцев[3]
- 1915 — Всколыхнулась Русь сермяжная и грудью стала за святое дело[3]
- 1916 — Аршин мал алан (ТД «РУСЬ»)
- 1916 — В царстве нефти и миллионов
- 1916 — Жена[12]
- 1916 — Сибирская атаманша («Филма» братьев Пирон)
- 1916 — Бездна (Полония)
- 1917 — Георгий Гапон[3]
- 1917 — Бабушка русской революции[12]
- 1917 — Шакалы власти[12]
- 1924 — Аборт (Госкино)[12][13]
- 1926 — Избушка на Байкале (Госкино)[14][15]
- 1926 — Степные огни (Совкино)[16][17]
- 1927 — Чадра (Узбекгоскино)[12]
- 1929 — Гюль и Толмаз (Узбеккино)[12]

## Фотографии
- Иконостас церкви в Херсоне